# Safira (Alentejo)
Safira ou Aldeia de Safira é uma aldeia desabitada portuguesa localizada no município de Montemor-o-Novo, região do Alentejo.

## História
Foi nesta aldeia condal, quando decorria o ano de 1758 que Thomás de Vasconcelos Camello, então pároco da Igreja de Nossa Senhora de Safira (na altura Nossa Senhora da Natividade), respondeu aos interrogatórios religiosos, chefiados pelo Arcebispo de Évora, dizendo que a aldeia (de Safira) contava com 57 propriedades privadas, onde nelas residiam cerca de 578 pessoas. O restante documento, que ainda existe, refletia sobre as atividades agrícolas e pastorícia existentes na aldeia, os pagamentos das rendas e os danos causado pelo grande terramoto de 1755.
É extremamente difícil encontrar documentação sobre a fundação desta aldeia medieval, mas sabe-se que a sua igreja (já referida anteriormente) foi mandada erigir no século XVI, no decorrer do Bispado do filho de D. Manuel I de Portugal, o Infante Cardeal D. Afonso.
Hoje esta igreja encontra-se parcialmente em ruínas. Sabe-se também que existia na zona um fábrica de cal e duas minas, uma de arsénio e outra de cobre. Em termos de agricultura, predominava o cultivo da cevada.
Em tempos de glória, a Aldeia de Safira chegou a ser freguesia do concelho de Montemor-o-Novo.

## A nobreza de Safira
Safira foi a designação do título nobiliárquico de Conde atribuído por Rei desconhecido a destinatário desconhecido.

## Safira, a aldeia deserta
Hoje em dia a Aldeia de Safira está desabitada. Estima-se que os seus últimos habitantes a tenham abandonado em meados de 1965. A razão é muito simples, para alguns historiadores, que defendem a teoria do abandono para a procura de melhores condições de vida, pois trata-se de um local muito isolado. E assim o que resta desta aldeia são as suas construções em escombros, a sua a igreja que já há muito deixou de estar caiada e "uma pequena lagoa", onde o sol reflete todas as tardes.